# Proctorville (Ohio)
Proctorville és una vila dels Estats Units a l'estat d'Ohio. Segons el cens del 2000 tenia 620 habitants.

## Demografia
Segons el cens del 2000, Proctorville tenia 620 habitants, 277 habitatges, i 168 famílies. La densitat de població era de 997,4 habitants per km².
Dels 277 habitatges en un 24,2% hi vivien nens de menys de 18 anys, en un 42,2% hi vivien parelles casades, en un 13,4% dones solteres, i en un 39% no eren unitats familiars. En el 34,7% dels habitatges hi vivien persones soles el 15,9% de les quals corresponia a persones de 65 anys o més que vivien soles. El nombre mitjà de persones vivint en cada habitatge era de 2,24 i el nombre mitjà de persones que vivien en cada família era de 2,91.
Per edats la població es repartia de la següent manera: un 22,6% tenia menys de 18 anys, un 10,5% entre 18 i 24, un 25% entre 25 i 44, un 24% de 45 a 60 i un 17,9% 65 anys o més.
L'edat mediana era de 39 anys. Per cada 100 dones de 18 o més anys hi havia 88,2 homes.
La renda mediana per habitatge era de 22.266 $ i la renda mediana per família de 23.984 $. Els homes tenien una renda mediana de 25.625 $ mentre que les dones 18.438 $. La renda per capita de la població era de 13.027 $. Aproximadament el 16,8% de les famílies i el 18,6% de la població estaven per davall del llindar de pobresa.

## Poblacions properes
El següent diagrama mostra les poblacions més properes.